# Pyhäselkä
Pyhäselkä – jezioro w Finlandii w regionie Karelia Północna o powierzchni 361,1 km², część systemu jeziornego Saimaa. Jest dwunastym jeziorem w kraju pod względem powierzchni.